# أحمد المغربي (لاعب)
أحمد المغربي (1987 - ) هو لاعب كرة سلة أردني ولد في إربد يلعب في المنتخب الأولمبي الأردني لكرة السلة ونادي الأرثوذكسي، وحقق مع المنتخب وناديه بطولات كثيرة بالأضافة إلى أنه مثل عدة انديه لكرة السلة وحقق معها بطولات كثيرة.
ظهرت موهبة أحمد المغـربي في المدرسة حيث بلغ طوله 214سم والتحق بنادي الحسين اربد عام 1998 ومن ثم انتقل إلى نادي الجليل حيث تقدم مستواه بشكل لافت وانضم للمنتخب الوطني سن 18 منذ عام 2000م وسن 20 في 2004م.
حصل مع نادي الجليل عدة بطولات في سن 18 و20 وانضم إلى نادي الارينا موسم 2007م ونادي الأرثوذكسي في موسم 2009م
وشارك في تحقيق كافة الإنجازات المميزة لفريقه الجديد ونافس على لقب أفضل لاعب في الدوري مواسم 2006 و2007 و2008.
وخارجيا حقق مع المنتخب الأولمبي عدة إنجازات في تصفيات آسيا عام 2007.
وينتظر اليوم عرضا مغريا للتحضير للأحتراف في أحد الأندية الأمريكية في شيكاغوا.